# Сухари (Великопольське воєводство)
Сухари (пол. Suchary) — село в Польщі, у гміні Вільчин Конінського повіту Великопольського воєводства.
У 1975-1998 роках село належало до Конінського воєводства.